# Hungaria Esperanto-Asocio
La Hungaria Esperanto-Asocio, o HEA ("Associazione Esperantista Ungherese"; in ungherese anche nota come MESZ, da Magyarországi Eszperantó Szövetség) è la massima associazione esperantista attiva in Ungheria, distaccamento locale della Associazione Universale Esperanto.
L'associazione ha cambiato nome e struttura diverse volte negli anni. L'attuale incarnazione di HEA fu fondata nel 1960, e succedette ad un'analoga associazione preesistente, ad essa omonima, a sua volta fondata nel 1902. Dal 1960 al 1991 il suo nome ufficiale è stato Magyar Eszperantó Szövetség - Hungara Esperanto-Asocio (letteralmente "Associazione Esperantista Ungherese", ma con riferimento alla popolazione ungherese piuttosto che allo stato dell'Ungheria; la diversa accezione è intraducibile in italiano).